# 崔貞敏
崔貞敏（韓語：최정민；1930年8月30日—1983年8月8日），韓國足球選手，人稱黄金之腳，1950年代韓國國家足球代表。
他生於平壤，在朝鮮戰爭開始後逃往南韓，後加入軍方的球隊並成為韓國國家足球代表，在1954年世界盃足球賽在南韓對日本的賽事中有重大貢獻。
1. ↑  . Naver.com (Kyunghyang). 31 August 1963  [2022-10-28]. （原始内容存档于2023-03-20） （韩语）.